# Kordofan-Occidental
Le Kordofan de l'Ouest ou Kordofan occidental (en arabe : غرب كردفان, « Ġarb Kurdufān ») est un État (wilaya - en arabe : ولاية, « wilā'ya ») du Soudan. Sa capitale est Al-Fulah.

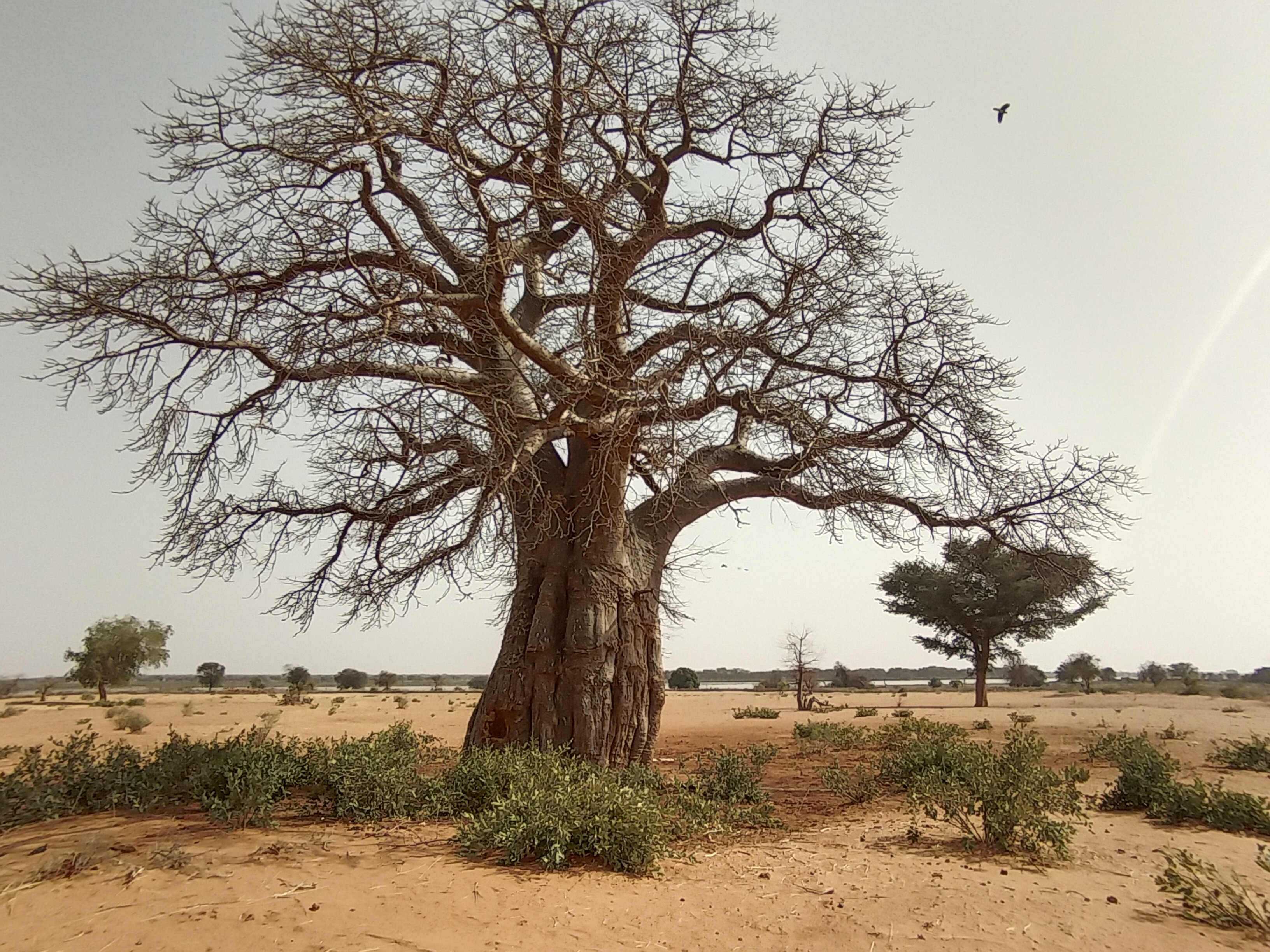
Paysage du Kordofan-Occidental (2022).

Le Kordofan a été divisé en 1994 en trois États fédéraux : Nord, Sud et Ouest. En août 2005, dans le cadre des accords de Naivasha pour mettre fin à la seconde Guerre civile soudanaise, le Kordofan-Occidental a été supprimé et son territoire réparti entre ses voisins soudanais le Kordofan septentrional et le Kordofan méridional. L'État a été réinstitué en juillet 2013.
La région d'Abiyé fait l'objet d'une dispute territoriale avec le Soudan du Sud, en raison de ses gisements de pétrole.

## Annexe